# Will to Power (álbum)
Will to Power é o álbum de estréia do grupo Will to Power, lançado em Março de 1988 pela gravadora Epic Records.
O álbum contém quatro singles, o primeiro deles, "Dreamin'" conseguiu entrar na Billboard Hot 100 embora tenha conseguido mais sucesso nas paradas dance. O segundo single, "Say It's Gonna Rain" foi o primeiro single deles a chegar na primeira posição na parada dance. O terceiro single, "Baby, I Love Your Way/Freebird Medley (Free Baby)", é o single de maior sucesso lançado por eles até hoje, chegando a permanecer por uma semana na primeira posição da Billboard Hot 100. O quarto e último single, "Fading Away", chegou ao primeiro lugar na parada dance e conseguiu moderado sucesso na Billboard Hot 100.
O álbum conseguiu a posição #68 na Billboard 200.

## Faixas
| N.º | Título                                              | Duração |  |
| 1.  | "Dreamin'"                                          | 4:12    |  |
| 2.  | "Searchin'"                                         | 4:28    |  |
| 3.  | "Baby, I Love Your Way/Freebird Medley (Free Baby)" | 4:07    |  |
| 4.  | "Somebody Told Me"                                  | 3:30    |  |
| 5.  | "Fading Away"                                       | 4:00    |  |
| 6.  | "Say It's Gonna Rain"                               | 3:53    |  |
| 7.  | "Zarathustra"                                       | 3:40    |  |
| 8.  | "Show Me the Way"                                   | 3:52    |  |
| 9.  | "Strangers"                                         | 3:54    |  |
| 10. | "Anti-Social"                                       | 4:23    |  |

Edição do Japão
| N.º | Título                                 | Duração |  |
| 11. | "Say It's Gonna Rain" (Popstand Remix) | 7:25    |  |

## Posições nas paradas musicais
| Parada musical (1988/1989)     | Melhor posição |
| ------------------------------ | -------------- |
| Estados Unidos (Billboard 200) | 68             |
| Noruega (VG-lista)             | 8              |